# Metaxanthia aurantiocauda
Metaxanthia aurantiocauda är en fjärilsart som beskrevs av Klages 1906. Metaxanthia aurantiocauda ingår i släktet Metaxanthia och familjen björnspinnare. Inga underarter finns listade i Catalogue of Life.